# 洛恩 (格勞賓登州)

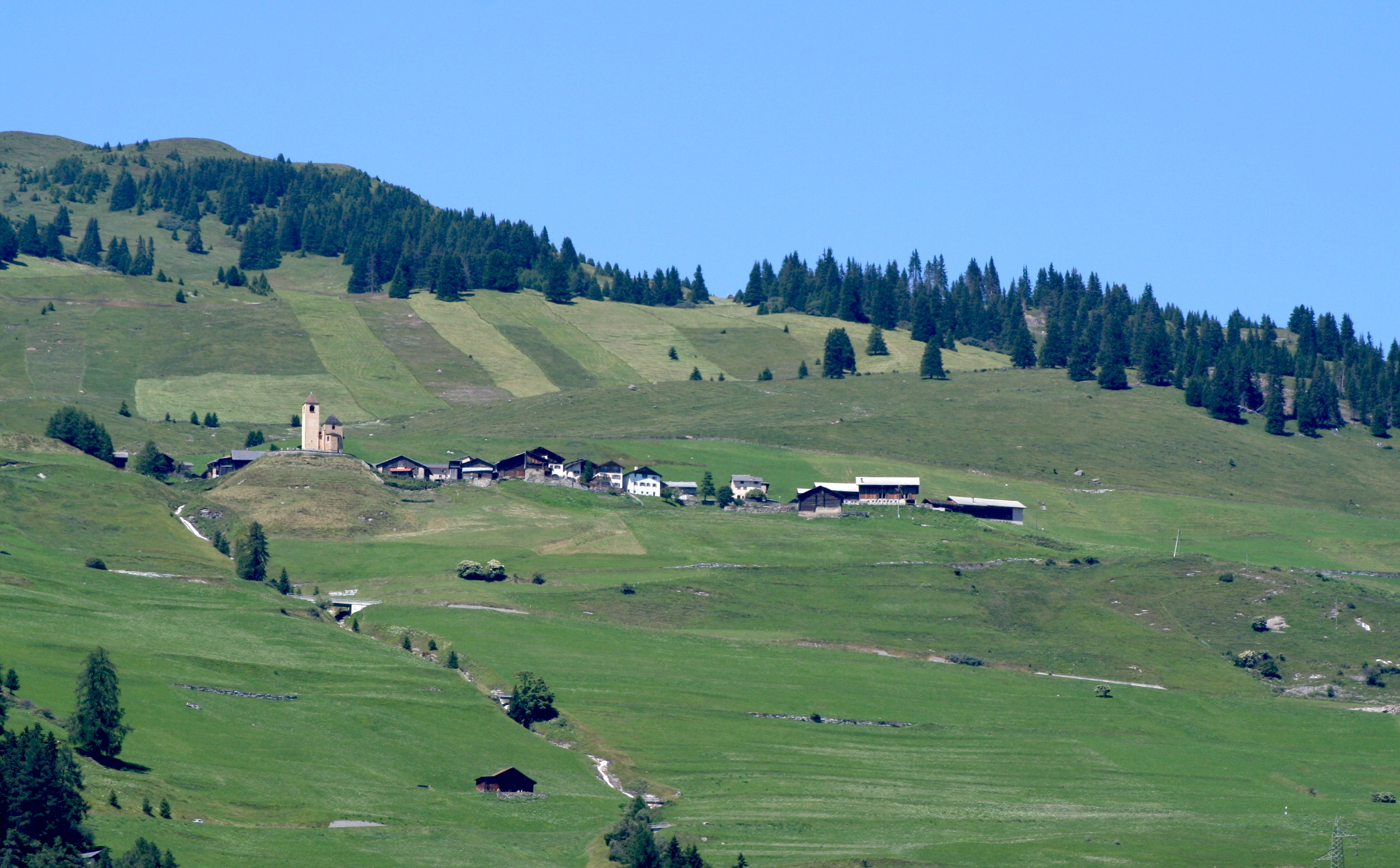

洛恩是瑞士的城鎮，位於該國東部莫埃索河右岸，由格勞賓登州負責管轄，面積8.17平方公里，海拔高度1,480米，2011年人口46，超過一半居民使用羅曼什語，人口密度每平方公里1人。

## 外部連結
- Official Web site （页面存档备份，存于）